# Prado (Kasztília és León)
Prado egy község Spanyolországban,  Zamora tartományban. Prado Quintanilla del Olmo és Villalobos községekkel határos. Lakosainak száma 53 fő (2024).

## Népesség
A település népessége az utóbbi években az alábbiak szerint változott:
| Lakosok száma | 100  | 99   | 85   | 85   | 74   | 66   | 57   | 53   | 47   | 53   |
|               | 2001 | 2004 | 2007 | 2009 | 2012 | 2014 | 2017 | 2019 | 2022 | 2024 |